# Domus Sanctae Marthae
Domus Sanctae Marthae (Dom Svete Marte) je zgrada smještena u blizini Bazilike Svetog Petra u Vatikanu. Građena je tijekom pontifikata pape Ivana Pavla II., a gradnja je dovršena 1996. godine. Funkcija Doma Svete Marte je mjesto stanovanja kardinala koji sudjeluju na konklavama, služi i kao dom za sve goste koji obavljaju nekakav posao pri Svetoj Stolici. Sama zgrada je svojevrsni hotel koji sadrži oko 120 spavaćih soba i urede za svakog prelata. Svaki od apartmana ima dnevnu sobu sa stolom, tri stolca, dva ormara, spavaću sobu, kupaonicu, telefon i satelitsku televiziju.

## Povijest
Zgrada je zamijenila hospicij Svete Marte sagrađen 1891. godine za vrijeme epidemije kolere tijekom pontifikata papa Lava XIII. koji je bio namijenjen bolesnicima iz okolice Vatikana te hodočasnicima. Električna struja je uvedena 1901., a kapela u Domu sagrađena 1902. Tijekom II. svjetskog rata u zgradi su se nalazili prognani Židovi i veleposlanici zemalja koje su prekinule odnose s ondašnjom fašističkom Italijom. Na kraju rata papa Pio XII. u Dom je primio 800 siromašne rimske djece koji su doručkovali u Domu nakon primljene Prve pričesti. Dom je služio i kao starački dom gdje su stariji klerici mogli proživjeti posljednje godine života.
Prije izgradnje ovog doma, kardinali koji su sudjelovali na konklavama su bili prisiljeni spavati u Apostolskoj palači na iznajmljenim rasklopivim krevetima. Ivan Pavao II., koji je sudjelovao na dvjema konklavama, odlučio je učiniti taj postupak ugodnijim i manje zamornijim za, uglavnom, starije kardinale te je naredio izgradnju doma.

## Papinska rezidencija
Od ožujka 2013. Dom svete Marte, točnije apartman 201, postao je dom pape Franje koji je nakon konklava odbio preseliti se u Apostolsku palaču, čime je postao prvi papa u posljednjih 110 godina koje neće živjeti u papinskom apartmanu na 3. katu Apostolske palače.